# 大唐名捕
《大唐名捕》（英語：The Blood Hounds）是香港電視廣播有限公司是一部以唐朝為背景的歷史劇集，全劇共20集，監製楊錦泉。此劇於1990年攝製完成後，在1990年7月16日海外發行，本劇為錄影帶劇集，從未在香港的免費電視頻道播出。

## 劇情簡介
大唐中宗景龍年間，兩大名捕裴逸飛（吳鎮宇飾）、於子鴻（戴志偉飾）及神醫宋軒（甘國衛飾）本乃好友，三人同時愛上酒館女主人麥菊兒（梁佩玲飾），而菊兒獨鍾情於逸飛，宋軒知難而退，與寡婦慕蘭（張鳳妮飾）展開另一段戀情。但子鴻卻不忿，加上事業有所不及，為擊敗逸飛，而誤入魔道。女線人上官晶晶（林其欣飾）暗戀逸飛，惜襄王無夢，晶晶失意之餘，機緣巧合之下與微服出遊的李隆基（楊得時飾）結識。韋後（李麗麗飾）奪權，毒殺皇帝，把持朝政，子鴻助紂為虐，隆基則得晶晶、逸飛及胡姬（鄭艷麗飾）相助，與韋後對抗，連場明爭暗鬥，隆基終敗韋後，力保大唐江山。子鴻失去靠山，轉而加入金魔王（葉天行飾）之幽靈幫，繼續對付逸飛，並殺死宋軒，逸飛悲痛欲絕，加上其妹裴凌（姚正菁飾）亦間接死於子鴻之手，逸飛誓殺子鴻報仇。此時，逸飛卻查出菊兒竟是幽靈幫一份子，其真正身份是……

## 演員表

### 主要演員
- 吳鎮宇 飾 裴逸飛
- 梁珮玲 飾 麥菊兒
- 張鳳妮 飾 蔡慕蘭
- 林其欣 飾 官晶晶
- 戴志偉 飾 於子鴻
- 甘國衛 飾 宋　軒

### 其他演員
- 姚正菁 飾 裴　凌
- 顏仟汶 飾 小　倩
- 陳國權 飾 駱顯貴
- 黎冠宏 飾 子　鈞
- 杜少津 飾 夏侯博
- 薛春偉 飾 峰野十郎
- 吳博君 飾 徐管家
- 黃天鐸 飾 藤堂左衛門
- 葉天行 飾 金　鵬
- 宗　揚 飾 周　正
- 關　菁 飾 公孫謀
- 馬小虎 飾 大　鯨
- 黃家駒 飾 索多馬點
- 白文彪 飾 崔　南
- 鄭　莊 飾 矢野十郎
- 曾守明 飾 阿　武
- 張善明 飾 高威猛
- 黃仲匡 飾 阿　彪
- 譚一清 飾 蕭長史
- 楊得時 飾 李隆基
- 陳惠瑜 飾 錢姥姥
- 許堅信 飾 趙十郎／趙一山
- 丁　茵 飾 姥　姥
- 朱　剛 飾 摩　勒
- 韓　俊 飾 馬秦客
- 李麗麗 飾 韋皇后
- 張鴻昌 飾 白天鷹
- 張　照 飾 陳大叔
- 黃煒林 飾 陳小七
- 劉超凡 飾 程老闆
- 鄭艷麗 飾 馬莎
- 陳中堅 飾 李　顯
- 潘文柏 飾 蔡尚仁
- 林道權 飾 錢俊財
- 梁　心 飾 陳草川
- 麥皓為 飾 李　旦
- 曾健明 飾 劉景仁
- 曹　濟 飾 趙　幽
- 馬宗德 飾 葛福順
- 鄧汝超 飾 達　也
- 李　健 飾 阿布恩

## 外部連結
- 《大唐名捕》 Mytv Super（页面存档备份，存于）